# Ďapalovce
Ďapalovce – wieś (obec) na Słowacji położona w kraju preszowskim, w powiecie Vranov nad Topľou. Pierwsze wzmianki o miejscowości pochodzą z roku 1408.
Według danych z dnia 31 grudnia 2012, wieś zamieszkiwały 473 osoby, w tym 243 kobiety i 230 mężczyzn.
W 2001 roku pod względem narodowości i przynależności etnicznej 99,80% mieszkańców stanowili Słowacy.
Ze względu na wyznawaną religię struktura mieszkańców kształtowała się w 2001 roku następująco:
- Katolicy rzymscy – 96,39%
- Grekokatolicy – 3,01%
- Ateiści – 0,2%
- Nie podano – 0,4%